# J.Malucelli Futebol S/A
J.Malucelli Futebol S/A, ou J.Malucelli, foi um clube de futebol com sede na cidade de  Curitiba, no estado brasileiro do Paraná.
Seu uniforme foi constituído de camisa branca com listras verticais azuis, calção branco e meias azuis e o mascote do clube é um garoto com o uniforme do time. Mandava seus jogos no Ecoestádio Janguito Malucelli. O J.Malucelli Futebol S.A fazia parte de um pool de empresas do Grupo J.Malucelli, com sede na capital paranaense.

## História
Oficializado no dia 27 de dezembro de 1994 como Clube Malutrom, nome derivado de Malutrom Masters, equipe em atividade desde a década de 1970 e administrada por duas famílias tradicionais de Curitiba que denominavam o time, Malucelli - Malu e Trombini -Trom, posteriormente foi transformado em S/A., o primeiro clube empresa do Brasil.
Em 2005, passou a ser chamado J.Malucelli Futebol S/A e a partir de 5 de fevereiro de 2009, após uma parceria assinada com o Sport Club Corinthians Paulista, adotou o nome do clube paulista: Sport Club Corinthians Paranaense. Retornou ao nome original em 1 de julho de 2012, após o encerramento do contrato com o Corinthians.

### Profissionalização
Na fase Malutrom Masters, as famílias que administravam o time, delinearam os primeiros traços do clube-empresa, que só foi registrado na Federação Paranaense de Futebol no ano de 1994. No ano de 1998, o clube lançou a primeira equipe profissional na segunda divisão do paranaense e foi campeã de forma inédita, subindo para a elite no ano seguinte, 1999. No ano de 2000, a primeira participação da equipe num Campeonato Brasileiro, em 2001, com direito adquirido em campo, jogou na Série B do Campeonato Brasileiro e no ano de 2002, desistiu devido a diretoria não achar viável financeiramente a participação na competição. Em 2006, após ter pontuado entre os melhores da Série Ouro do Paranaense, conquistou novamente o direito em participar do campeonato nacional.
Na área social, o clube idealizou o Projeto Futebol Cidadão para crianças e jovens carentes, com a implantação de aulas de informática e futebol, além de acompanhamento escolar, transportes, cestas básicas, entre outros benefícios e o espaço físico utilizado é o mesmo dos treinamentos da equipe principal, localizado no Centro de Treinamentos da J.Malucelli Futebol S/A, situado em frente ao Parque Barigui, em Curitiba.

### Parceria com o Sport Club Corinthians Paulista
A parceria com o Corinthians Paulista iniciou-se com o jogo contra o Esporte Clube Pelotas pela Série "D" do  Brasileirão de 2009 e no dia 2 de julho de 2009, o clube apresentou à imprensa seu novo uniforme, semelhante ao traje do Corinthians Paulista.

### Novamente J.Malucelli
Em 10 de agosto de 2012, após 3 anos com nome de Corinthians Paranaense, foi oficializado a mudança para o antigo nome do clube, após termino do contrato.

### Temporada 2017 e encerramento
O clube disputou o Paranaense de 2017, sendo rebaixado pelo STJD quando perdeu 16 pontos por causa da escalação irregular do atacante Getterson. Em ofício enviado para a CBF em abril de 2017, o clube alegou problemas financeiros e desistiu da série D de 2017. O presidente Joel Malucelli confirmou que o clube encerraria suas atividades, inclusive, desativando seus times de base. A oficialização ocorreu em novembro de 2017, quando o J. Malucelli não participou do arbitral para a confirmação do campeonato de 2018 e com esta situação: desistência do "Brasileirão da Série D - 2017" e do "Paranaense da Série B - 2018". A última partida como clube profissional foi no dia 4 de abril de 2017, quando ganhou do Londrina por 3 x 1, no jogo de ida das quartas-de-final do Campeonato Paranaense.

## Novo estádio
O CT em frente do Parque Barigüi foi totalmente remodelado e uma das atrações do novo espaço, as arquibancadas, foram  aproveitada em cima do muro localizado no local. Além da grama plantada em todos os degraus, foram colocadas cadeiras/assentos em toda a extensão por cima da grama existente, configurando num tipo inédito de arquibancada, ou seja, uma arquibancada ecológica e assim foi batizado o novo espaço, o Ecoestádio Janguito Malucelli.

## Títulos
| MÓDULO DO BRASILEIRO | MÓDULO DO BRASILEIRO                          | MÓDULO DO BRASILEIRO | MÓDULO DO BRASILEIRO |
| Troféus              | Competição                                    | Títulos              | Temporadas           |
| -------------------- | --------------------------------------------- | -------------------- | -------------------- |
| Brasil               | Módulos Verde e Branco da Copa João Havelange | 1                    | 2000*                |
| ESTADUAIS            |                                               |                      |                      |
| Troféus              | Competição                                    | Títulos              | Temporadas           |
|                      | Taça FPF                                      | 1                    | 2007                 |
|                      | Campeonato Paranaense - Segunda Divisão       | 1                    | 1998                 |

* Competição considerada por alguns autores como sendo equivalente à Série C de 2000. Porém, esta edição não é oficial, e o título não é reconhecido pela CBF.

#### Campanha em Destaque no Estadual
- Campeonato Paranaense: Vice-Campeão 2009.[8]

### Categorias de Base
- Campeão da Copa Tribuna de Juniores (Sub-20): 2000
- Campeão do Campeonato Paranaense de Juniores: 2008

### Categoria Masters
- Campeão do Torneio de Bruckel, Austria: 1990
- Penta campeão da Liga de Morretes: 1991
- Campeão da Taça Beira Mar, Portugal: 1996
- Hexacampeão da Liga de Morretes: 2000

### Categoria Dente de Leite
- Pentacampeão Metropolitano: 1995, 1996, 1997, 1998 e 1999
- Bicampeão da Copa Santa Felicidade: 1996 e 1997

### Categoria Pré-Mirim
- Campeão I Copa Pedro Vianna: 1999
- Campeão Invicto do Campeonato Metropolitano: 1999

### Categoria Pré-Infantil
- Campeão da Copa Santa Felicidade: 1997
- Campeão do Campeonato Metropolitano: 1999.

### Categoria Mirim
- Campeão da Copa Santa Felicidade: 1998

### Categoria Infantil
- Campeão da V Copa Garotinho de Ouro: 1999.

### Categoria Juvenil
- Campeão do Campeonato Metropolitano: 1999

## Estatísticas

### Participações
| Competição | Competição               | Temporadas | Melhor campanha         | Estreia | Última | P | R |
| Paraná     | Paranaense (Série Ouro)  | 18         | Vice-campeão (2009)     | 1999    | 2017   |   | 1 |
| Paraná     | Paranaense (Série Prata) | 1          | Campeão (1998)          | 1998    | 1998   | 1 | – |
| Brasil     | Campeonato Brasileiro    | 1          | 15º colocado (2000)     | 2000    | 2000   |   | – |
| Brasil     | Série B                  | 1          | 21º colocado (2001)     | 2001    | 2001   | – | – |
| Brasil     | Série C                  | 3          | Campeão (2000)          | 2000    | 2008   | 1 | – |
| Brasil     | Série D                  | 3          | 13º colocado (2016)     | 2009    | 2016   | – |   |
| Brasil     | Copa do Brasil           | 4          | Oitavas-de-final (2010) | 2001    | 2014   |   |   |

## Ranking da CBF
Ranking da CBF atualizado em dezembro de 2014
- Posição: 81º
- Pontuação: 654 pontos[9]

Ranking criado pela Confederação Brasileira de Futebol para pontuar todos os clubes do Brasil.